# متر مربع

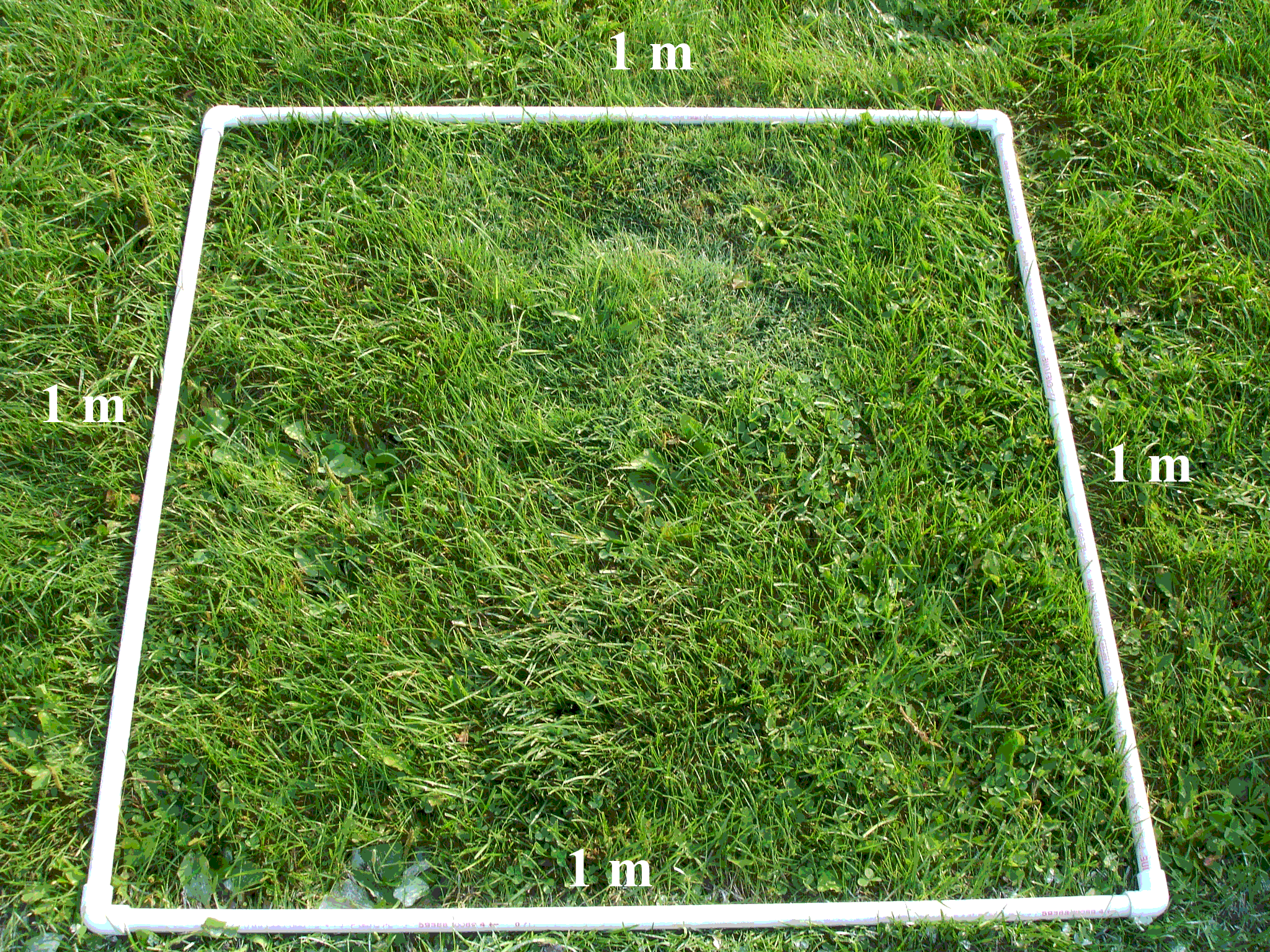
زمینی به مساحت یک متر مربع

یک متر مربع مساحتی معادل مربعی با طول ضلع یک متر است و نماد آن m۲ است (با کد ۳۳A۱ در یونی‌کد) که از واحدهای فرعی اس‌آی محسوب می‌شود.
هر متر مربع، ۱۰۰۰۰ سانتی متر مربع است.

## تبدیل‌ها
یک متر مربع برابر است با:
- ۰/۰۰۰۰۰۱ کیلومتر مربع (km۲)
- ۱۰۰۰۰ سانتی‌متر مربع (cm۲)
- (۰/۰۰۰۱متر مربع) هکتار (ha)
- ۱/۱۹۵۹۹ یارد مربع
- ۱۰/۷۶۳۹۱۱ فوت مربع
- ۱۵۵۰/۰۰۳۱ اینچ مربع

## پیشوندهای اس‌آی
متر مربع را می‌توان با تمامی پیشوندهای اس‌آی که برای متر به کار می‌روند، به کار برد.
| ضریب | نام               | نماد |       | ضریب              | نام | نماد |
| ۱۰۰  | متر مربع (سنتیار) | m۲   | ۱۰۰   | متر مربع (سنتیار) | m۲  |      |
| ۱۰۲  | دکامتر مربع (آر)  | dam۲ | ‎۲–۱۰  | دسی‌متر مربع       | dm۲ |      |
| ۱۰۴  | هکتومتر (هکتار)   | hm۲  | ‎۴–۱۰  | سانتی‌متر مربع     | cm۲ |      |
| ۱۰۶  | کیلومتر مربع      | km۲  | ‎۶–۱۰  | میلی‌متر مربع      | mm۲ |      |
| ۱۰۱۲ | مگامترمربع        | Mm۲  | ‎۱۲–۱۰ | میکرومتر مربع     | µm۲ |      |
| ۱۰۱۸ | گیگامتر مربع      | Gm۲  | ‎۱۸–۱۰ | نانومتر مربع      | nm۲ |      |
| ۱۰۲۴ | ترامتر مربع       | Tm۲  | ‎۲۴–۱۰ | پیکومتر مربع      | pm۲ |      |
| ۱۰۳۰ | پتامتر مربع       | Pm۲  | ‎۳۰–۱۰ | فمتومتر مربع      | fm۲ |      |
| ۱۰۳۶ | اگزامتر مربع      | Em۲  | ‎۳۶–۱۰ | آتومتر مربع       | am۲ |      |
| ۱۰۴۲ | زتامتر مربع       | Zm۲  | ‎۴۲–۱۰ | زپامتر مربع       | zm۲ |      |
| ۱۰۴۸ | یوتامتر مربع      | Ym۲  | ‎۴۸–۱۰ | یوکتامتر مربع     | ym۲ |      |